# باشگاه فوتبال سپاهان در فصل ۰۴–۱۴۰۳
فصل ۰۴–۱۴۰۳، بیست و چهارمین فصل حضور باشگاه سپاهان در لیگ برتر خلیج فارس است. سپاهان در رقابت‌های این فصل علاوه بر لیگ داخلی در جام حذفی و لیگ نخبگان آسیا ۲۵–۲۰۲۴ شرکت می‌کند.

## پیش‌فصل و بازی‌های دوستانه
تا تاریخ ۳۱ تیر ۱۴۰۳
      برد       مساوی       باخت       بازی‌ها
| ۳۱ تیر ۱۴۰۳ دوستانه | سپاهان         | ۱–۱   | هاتای‌اسپور        | ارزروم، ترکیه                               |
|                     | کاوه رضایی ۵۰' | گزارش | جلسون فرناندز ۶۵' | ورزشگاه: کمپ ارزروم تماشاگران: بدون تماشاگر |

| ۲ مرداد ۱۴۰۳ دوستانه | سپاهان                            | ۲–۰ | استانبول‌اسپور | ارزروم، ترکیه                               |
|                      | رضا شکاری ۱۹' · محمدمهدی محبی ۷۳' |     |               | ورزشگاه: کمپ ارزروم تماشاگران: بدون تماشاگر |